# 日本放送經營權問題
日本放送經營權問題（日语：ニッポン放送の経営権問題，にっぽんほうそうのけいえいけんもんだい）是指圍繞日本AM廣播電台日本放送的經營權展開的爭奪。
日本放送參與了日本五大核心局之一的富士電視台的創立，也因此成為富士電視台的大股東，形成了富士產經集團；但日本放送的公司規模遠小於富士電視台，產生了「母小子大」的畸形構造。亦因若掌握日本放送經營權即能干預富士電視台、乃至富士產經集團的經營，日本放送在2005年成為網路公司活力門惡意收購的對象，引發日本社會矚目。該事件亦催生了現在通行於日本各大廣播業者的廣播控股公司制度。

## 日本放送的開播及富士產經集團的形成

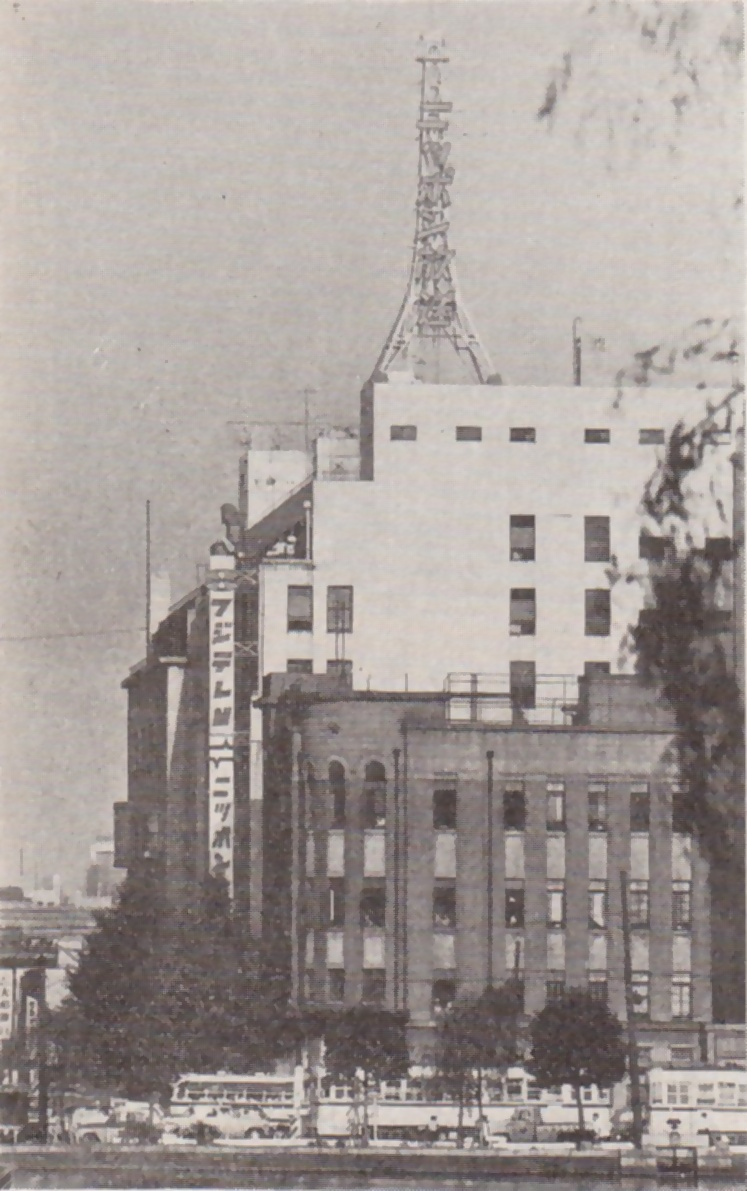
1961年時的日本放送總部，和富士電視台總部同在位於東京有樂町的糖業協會辦公。

日本放送在1954年開播時是由日本財界各企業出資設立的公司。日本經營者團體聯盟（現日本經濟團體聯合會前身之一）專務理事鹿內信隆是日本放送開播時的關鍵人物，之後成為日本放送社長:301-305。1958年，日本放送和文化放送（時任社長水野成夫）牽頭，聯合東寶、松竹、大映等電影公司申請獲得電視執照並取得成功，成立富士電視台，前述兩家廣播公司則成為富士電視台的主要股東:333-337。
在富士電視台開播的同時，水野成夫接手當時經營狀況惡化的產經新聞社，鹿內信隆亦成為產經新聞社副社長:342。但在1968年，水野成夫因產經新聞社經營狀況依舊不振而退出產經新聞社經營。鹿內信隆因此接手經營產經新聞社:361。1974年，產經新聞社進行增資，其費用由富士電視台負擔。1978年，富士電視台進行增資，費用由日本放送負擔。在這兩次增資之後，日本放送持有富士電視台51%股權，而富士電視台持有產經新聞社34%股權:95。鹿內信隆至此完成了以日本放送為頂點的富士產經集團構造。

## 鹿內宏明解任事件
鹿內信隆在1985年退休，其子鹿內春雄接替執掌富士產經集團。但鹿内春雄在1988年突然去世。鹿內信隆因此再次就任富士產經集團議長，並令其女婿鹿內宏明擔任代理議長，實質成為接班人。1990年鹿內信隆去世後，鹿內宏明成為富士產經集團議長。他在上任之後兼任富士產經集團主要四家企業（日本放送、富士電視台、產經新聞社、產經大廈）的會長職務，完全掌控富士產經集團:188-191。但鹿內宏明獨斷專行的作風引發富士產經集團內部的反彈，其和時任富士電視台社長日枝久之間的矛盾尤為激化。
1992年7月21日，親日枝久派人士在產經新聞社董事會上發起動議，要求解除鹿內宏明的產經新聞社會長職務。由於當時董事會內親日枝久派佔據多數，這一動議得到通過。翌日鹿內宏明辭去日本放送、富士電視台、產經大樓會長和富士產經集團議長職務。鹿內家族對富士產經集團的支配宣告終結:65-76。
但鹿內宏明個人持有日本放送13.1%的股權，仍是日本放送的最大股東:139，之後仍曾試圖嘗試出席日本放送股東總會以發揮影響力。對此，富士電視台決定通過股票上市以稀釋鹿內家族的持股比例，確保富士產經集團的控制權:357。但由於降格成為子公司一事對日本放送本身並無利益；且按當時法律規定，作為子公司的富士電視台上市條件之一，其母公司日本放送必須上市；因此富士電視台亦籌劃將日本放送同樣實現上市。1996年，日本放送在東京證券交易所第二部上市:363。1997年，富士電視台在東京證券交易所第一部上市:363。日本放送和富士電視台的「母公司遠小於子公司」畸形現象被延續至股票市場，為2005年活力門惡意收購提供了漏洞:358-361。

## 日本放送經營權爭奪戰

### 村上基金購買日本放送股權
投資基金村上基金很早就注意到日本放送和富士電視台「母小子大」的畸形構造，自2001年開始購入日本放送股票:349。翌年村上基金向富士電視台提案，兩者成立共同持股公司，將日本放送改為共同持股公司的子公司。但富士電視台對這一提案並無興趣，而是仍以日本放送成為富士電視台的子公司為目標。在2004年3月底，村上基金已持有日本放送17.7%的股權，成為日本放送第一大股東:410-411。

### 活力門、富士電視台爭奪日本放送股權

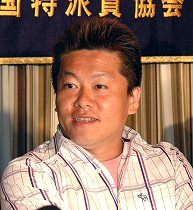
2005年時的堀江貴文

2005年2月8日時，日本放送持有富士電視台22.51%的股權，是富士電視台最大股東。另一方面，富士電視台在活力門大量購買日本放送股票之前持有日本放送12.39%的股權，僅是日本放送第二大股東。且富士電視台2003年度的營業額是日本放送的近12倍，市值也是日本放送的約3倍。富士電視台和日本放送之間母公司規模遠小於子公司的畸形局面仍在繼續。2005年初，鹿內宏明計劃釋出其持有的日本放送股權。富士電視台瞄準這一時機，計劃從鹿內購買日本放送股權，以獲得日本放送經營權，成為富士產經集團名實兩方的核心企業。富士電視台在2005年1月18日開始公開收購（TOB）日本放送股權，目標至少購得日本放送1,233萬5,341股，以持有可使日本放送成為富士電視台子公司的1,640萬1股。
2005年2月8日，活力門的子公司活力門夥伴（ライブドア・パートナーズ）使用東京證券交易所的ToSTNeT-1系統，耗資約700億日圓在交易時間外購買日本放送972萬270股的股票，佔日本放送已發行股票數的29.63%。而村上基金亦將其持有的約半數日本放送股權出售給活力門:463。同一天活力門社長堀江貴文舉辦記者會，表示加上活力門之前取得的5.36%（175萬6,760股）股權，活力門已擁有日本放送34.99%股權，成為日本放送最大股東，並且有意向日本放送派遣董事以參與經營。由於活力門取得日本放送超過三分之一股權，因此有權在股東總會上發動否決權。堀江貴文在之後出演電視節目時表示，富士電視台開始收購日本放送股權一事是活力門開始行動的契機。
外資持股問題亦是日本放送經營權問題的一大焦點。日本《電波法》規定，若外資持有廣播公司（包含廣播電台與電視台）20%以上的具投票權的股權，該公司將被撤銷執照；因此廣播公司有權拒絕在股東名簿上記載外資股東。但未在股東名簿上記載的股份成為失念股，無法行使投票等股東權益。日本放送總股份中在2004年9月時有233萬3,790股是失念股，而堀江貴文也表示活力門收購的股份中有部分是外資股權。此外，由於活力門通過雷曼兄弟發行公司債籌得購買股權費用，亦有擔心雷曼兄弟通過活力門間接支配日本放送的意見。

### 日本放送試圖發行新股

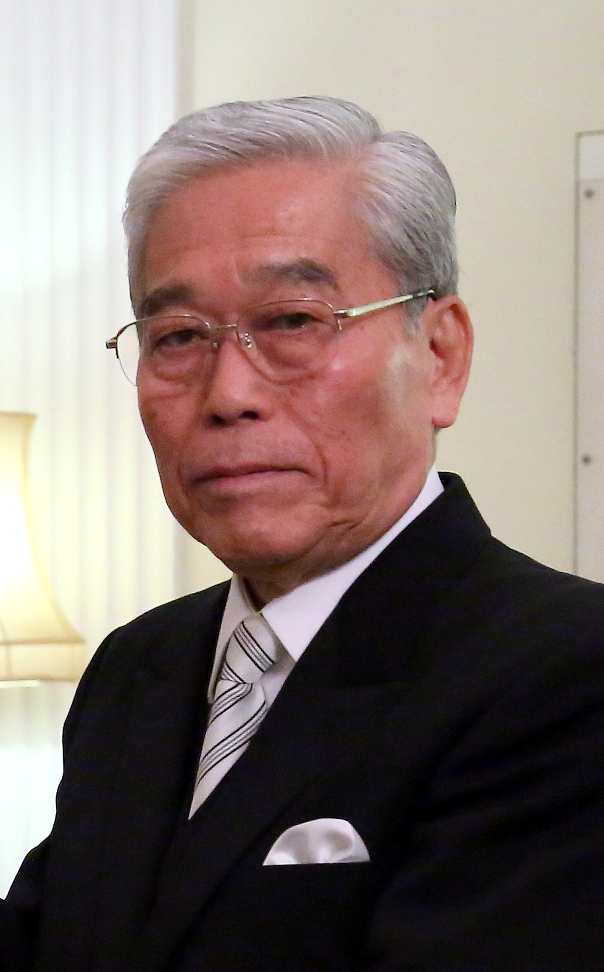
時任富士電視台會長日枝久

受到活力門收購日本放送股權的影響，富士電視台在2月10日放棄將日本放送子公司化的目標，但仍目標取得日本放送25%以上股權，並將TOB期間延長至3月2日。當時已成為日本放送最大股東的活力門要求參與富士電視台經營。依據日本商法第241條第3項，若富士電視台持有日本放送25%的股權，則日本放送無權對富士電視台行使否決權，從而得以緩解活力門通過持股日本放送而干涉富士電視台經營的目的。此後富士電視台再將日本放送的TOB期間延長至3月7日，並規定日本放送的新股預約權僅限富士電視台。3月8日時，富士電視台通過TOB累積購入日本放送789萬6,354股，加上之前持有的股份，富士電視台累積持有日本放送1,196萬1,014股，佔日本放送股權的36.47%，因此日本放送不僅不具有對富士電視台的否決權，富士電視台反而在日本放送股東總會上擁有否決權。
日本放送亦在2月23日舉辦記者會，表示將發行4,720萬股新股（是日本放送既有股份數3,280萬股的1.44倍），每股價格5,950日圓，且富士電視台擁有這些新股的全部預約權。日本放送表示發行新股的理由是「維持並提高企業價值」和「確保高公共性」。並表示由於活力門要求日本放送停止和富士電視台的一切交易，將對日本放送的企業價值產生嚴重負面影響。並且活力門大量購買日本放送股票的行為違反了公開交易規則，有違法嫌疑。
活力門在2月24日表示，日本放送僅限富士電視台取得新股的行為違反《商法》第280條第10項，活力門將向東京地方裁判所聲請要求日本放送停止僅對富士電視台發行新股。3月11日，東京地裁表示日本放送發行新股的主要目的是為了維持富士產經集團及現經營層的支配權，並且無法認同日本放送「成為活力門子公司會嚴重損害企業價值」主張，做出暫停日本放送發行新股預約權的決定。日本放送在同一天表示不服該決定，做出了要求東京地裁取消決定的「異議申述」。3月16日，東京地裁認為日本放送新股預約權的目的是維持和現經營層關係友好的股東的支配權，屬「明顯不公的方法」，駁回日本放送的異議。日本放送不服這一決定，在當天向東京高等裁判所提出保全抗告。3月23日，東京高裁表示支持東京地裁決定，駁回日本放送抗告。受這一決定影響，日本放送在當天表示中止發行新股預約權，並不對最高裁判所提出特別抗告。

### 日本放送釋出富士電視台股權
在通過發行新股以稀釋活力門股權的方法變得困難之後，將日本放送暫時和富士電視台脫鉤成為富士產經集團另一阻止活力門藉控股日本放送而干預富士電視台經營的方法。2月25日，日本放送和大和證券SMBC簽署股票消費貸借契約，將其持有的富士電視台股份（57萬3,704股）中的22萬股（佔富士電視台8.63%股權）借給大和證券SMBC，期限至2007年3月15日。期間日本放送無法要求大和證券SMBC償還股權。3月24日，日本放送和軟銀投資（SBI）簽訂股票消費貸借契約，將其持有的剩餘富士電視台股份35萬3,704股（佔富士電視台13.88%股權）借給SBI，為期至2010年4月1日。這使得SBI成為富士電視台大股東，而日本放送對富士電視台的持股則暫時為零，以避免活力門參與富士電視台經營。

### 活力門和富士電視台和解
4月18日，活力門和富士電視台達成資本提攜和業務提攜的基本協議。兩者在同一天和日本放送舉辦共同記者會。至此活力門和富士電視台圍繞日本放送股權展開的激烈爭奪劃下句號。協議內容包括活力門將其持有的日本放送全部股份（1,640萬180股）以每股6,300日圓個價格讓渡給富士電視台；富士電視台參與活力門的第三者增資，對活力門出資440億日圓；富士電視台和活力門、日本放送三方設立「業務提携推進委員会」，促進廣播和網路的融合。富士電視台累積向活力門支付約1,473億日圓，但活力門強烈要求的通過交換股份而參股富士電視台的請求則被拒絕。
在收購活力門持有的日本放送股權後，富士電視台擁有日本放送68.87%的股權（2,258萬8,424股），成為日本放送的最大股東，達到了將日本放送子公司化的目的。此後富士電視台決定在9月1日收購日本放送100%的股權，將日本放送成為富士電視台的全資子公司，日本放送從東京證券交易所退市。
另一方面，富士電視台以每股329日圓的價格購買活力門1億3,374萬股的股份（即為出資440億日圓），擁有活力門12.75%的股權，成為活力門的第二大股東（僅次於堀江貴文的21.06%）。

### 活力門事件之後
2006年1月16日，東京地方檢察廳以涉嫌違反《證券交易法》為由搜查六本木新城內的活力門總部和堀江貴文自宅；並在1月23日以相同理由逮捕堀江貴文，是為活力門事件。同年3月16日，富士電視台將其持有的全部活力門股份以每股71日圓、總額94億9,500萬日圓的價格出售給USEN公司社長宇野康秀。同時，富士電視台以因活力門違反《證券交易法》引發股價暴跌導致承受巨額損失為由，向活力門提出約345億日圓（相當於買入和賣出活力門股票時的差價）的損害賠償請求之訴訟。
2009年1月22日，富士電視台和活力門達成和解。活力門賠償富士電視台310億5,000萬日圓，相當於富士電視台要求賠償金額的90%。富士電視台和活力門之間的糾紛至此終結。

## 類似事件
2005年10月13日，在活力門和富士電視台的日本放送股權爭奪發生半年之後，網路公司樂天耗資約880億日圓購得東京放送（TBS；現TBS控股）15.46%股權，成為TBS最大股東，並提出和TBS建立共同持股公司以實現經營統合。TBS最初表示將檢討這一提案，並要求樂天不得購買更多TBS股票。但樂天在10月26日將其持有的TBS股權增加到19.09%，TBS後拒絕了樂天的提案，兩者之間對立激化。同年11月30日，兩者經由金融機關的中介和解，同意展開業務合作。但TBS時任社長井上弘在2007年2月28日表示解除和樂天的合作關係，並發布新的防禦併購方案。
2009年4月，TBS實施廣播控股公司制度（後述）。由於在廣播控股公司制度下樂天無法掌控TBS經營權，樂天因此決定行使購買請求權，要求TBS從樂天購買其持有的TBS全部股權。由於TBS在2009年時的股價大幅低於2005年樂天購入時的價格（約3,100日圓），兩者在轉讓股價方面產生糾紛。2010年，東京地方裁判所判決，TBS以每股1,294日圓的價格從樂天購買股份。

## 後續影響
日本放送及TBS被網路公司試圖惡意收購的這兩起案例，成為日本實施廣播控股公司的重要契機。2008年4月，日本修改《放送法》，允許廣播公司改制為廣播控股公司。按照新版《廣播法》的規定，廣播控股公司所有股東的議決權均低於33%，意味著單一法人或個人無法控制廣播控股公司的經營權，而廣播控股公司也沒有了被併購的風險:533-534。同年10月，由原富士電視台公司法人改組的富士媒體控股成立，成為日本第一家廣播控股公司。此後同樣面對併購問題的TBS（前述）亦在2009年實施廣播控股公司制度。現在日本的五家核心台已全部實施廣播控股公司制度；準核心台的每日放送及朝日放送；東海廣域圈的中部日本放送、福岡縣的RKB每日放送、九州朝日放送等廣播公司亦實施了廣播控股公司制度。